# Владо Черноземски
Величко Димитров Керин, известен с псевдонимите си Владо Георгиев Черноземски, Владо Димитров Черноземски и Владо Шофьора, е български революционер, терорист на Вътрешната македонска революционна организация, убиец на крал Александър I Караджорджевич в Марсилския атентат.
Черноземски е известен атентатор, привърженик на тактиката на терористични атаки, характерна през онзи период за организацията. Остава в историята като изпълнител на атентата в Марсилия срещу краля на Югославия Александър I Караджорджевич през 1934 г. Вероятно Владо Черноземски избира псевдонима си Петър Келеман по името на терориста от ВМОРО Спиро Килиманов.

## Биография

### Семейство
Владо Черноземски е роден през 1897 година в семейството на Димитър Керин и Риса Балтаджиева от чепинското село Каменица, днес квартал на Велинград. Родителите му са местни селяни, но родовите им корени са в Разлога. Завършва третокласно образование в родното си село. През 1911 година майка му почива. Като млад има склонност към алкохола, но по-късно става пълен въздържател и вегетарианец. Величко служи като войник първоначално в Пловдив. Участва и в Първата световна война, като служи в инженерните войски. Уволнява се през 1919 г. Година по-късно се жени. Работи като шофьор и часовникар. През 1923 се ражда дъщеря му Латинка. През 1925 се развежда. По-късно се жени отново и живее в София до 1932, когато изчезва от България и следите му се губят. Черноземски е идентифициран през 1934 г. след ексхумация на трупа на дотогава неизвестния атентатор от Марсилия.

### Четник на ВМРО
Владо Черноземски става член на ВМРО през 1922 година и се включва в четата на войводата Иван Бърльо. Именно тогава тръгва и легендата за щипския произход на Владо Шофьора, наричан така заради краткотрайната му работа като шофьор в дупнишките тютюневи складове.
В началото на 1920-те години Черноземски се преселва в Банско, където изпълнява задачи на възстановената от Тодор Александров македонска освободителна организация. През 1923 – 1924 година е в четата на Траян Лакавишки. Като четник действа в Щипско, Кочанско и Радовишко. Участва в общо над 15 престрелки с полиция и жандармерия в Кралството на сърби, хървати и словенци. Става известен като един от най-добрите стрелци в организацията, смел, хладнокръвен и дисциплиниран човек.
През 1924 година Тодор Александров го призовава в София и Владо Черноземски се поставя на разположение на ЦК на ВМРО за изпълнение на специални задачи.

### Атентатор на ВМРО
Смъртта на Александров през август 1924 година отприщва поредица от убийства и разчистване на сметки сред македонската емиграция в Царство България. Новото ръководсто на ВМРО, начело с Иван Михайлов, възлага на Владо убийството на народния представител от БКП и бивш деец на ВМОРО Димо Хаджидимов. През 1924 година Софийският окръжен съд го осъжда на смърт чрез обесване, но присъдата не е изпълнена, а през 1925 година Черноземски бяга от конвоиращите го полицаи. През 1927 година изявява готовност да организира атентат в заседателната зала на Обществото на народите, като се самовзриви, за да привлече вниманието на световната общественост върху съдбата на македонските българи, но неговото предложение не е прието. През 1930 година, по поръчка на Михайлов, с когото става много близък, убива бившия член на Задграничното представителство на ВМРО Наум Томалевски. Заловен и осъден на доживотен затвор, Черноземски е амнистиран и освободен през 1932 година.

### Марсилски атентат
В 1929 година в България по покана на Националния комитет на македонските емигрантски организации идва хърватският революционен деец д-р Анте Павелич. По време на това посещение той се среща с Иван Михайлов и сключва споразумение с ЦК на ВМРО за съвместна борба за извоюването на независимост за Македония и Хърватия. След освобождаването си от затвора през 1932 година Черноземски тайно отпътува за Италия, където е назначен за инструктор-терорист в специалния лагер на Усташа в Борготаро, а след това е изпратен за инструктор-терорист в базата им в Унгария, Янка Пуста. Най-голямата планирана акция на усташите е атентат срещу югославския крал Александър. Според първоначалния замисъл Черноземски е само инструктор на бойната група. На 9 октомври 1934 година в Марсилия, след като преценява, че хърватите психологически не са в състояние да осъществят акцията и тя е пред провал, Владо Черноземски поема инициативата. Той лично прострелва смъртоносно краля на Югославия Александър I Караджорджевич, като убива или ранява и част от придружаващите го официални лица, включително френския министър на външните работи Луи Барту. Ранен тежко от полицията и ритан от тълпата, той е откаран в полицейски участък, където е подложен на разпит. Умира същата вечер, без да издаде нищо. Идентифициран е впоследствие по татуираните на ръката му изображение на череп с пресечени кости и надпис под тях В.М.Р.О. Погребан е на неизвестно място в запечатан ковчег в гробището „Св. Петър“, като на погребението присъствали само двама детективи и гробари.
По този повод Черноземски е смятан за най-опасния терорист в Европа по онова време. Следва да се отбележи, че политическото определение тероризъм тогава е използвано предимно от някои антибългарски среди. Все пак определението „терористична дейност“ за действията на Черноземски се потвърждава от чужди специалисти по Македонския въпрос и научни публикации на БАН.
След края на Втората световна война се твърди, че атентатът е организиран от Абвера като част от операция „Тевтонски меч“. Главен координатор на операцията е помощникът на германския военен аташе в Париж – капитанът от Генералния щаб – Ханс Шпайдел, който след Втората световна война е главнокомандващ Сухопътните сили на НАТО в Централна Европа. За изпълнители на операцията са били определени Усташа.
Балистичният доклад за куршумите, открити в автомобила, в който е извършен атентатът, е изготвен през 1935 г., но не е на разположение на обществеността до 1974 г. Той разкрива, че министър Барту е бил убит от куршум с калибър, използван тогава от френската полиция.
На името на Владо Черноземски днес са наименувани улици в Благоевград и Велинград. На него е наречена младежката революционна организация ВМРО „Владо Черноземски“ и дружества на МПО в Канада (Македонска патриотична организация „Владо Черноземски“ (Уиндзор)) и Австралия (Македонска патриотична организация „Владо Черноземски“ (Шепъртън)).